# Plectrogenium nanum
Plectrogenium nanum is een  straalvinnige vissensoort uit de familie van plectrogenen (Plectrogenidae). De wetenschappelijke naam van de soort is voor het eerst geldig gepubliceerd in 1905 door Gilbert.
De soort staat op de Rode Lijst van de IUCN als niet bedreigd, beoordelingsjaar 2009.